# Polyaspidoidea
Polyaspidoidea Berlese, 1913 é uma superfamília de ácaros da ordem Mesostigmata, que inclui mais de 120 espécies agrupadas em 10 géneros e 3 famílias.

## Taxonomia
A superfamília Polyaspidoidea inclui as seguintes famílias:
- Polyaspididae Berlese, 1913 (4 géneros, 19 espécies)
- Trachytidae Tragärdh, 1938 (3 géneros, 95 espécies)
- Dithinozerconidae Ainscough, 1979 (múltiplos géneros e espécies)